# Austroearinus melanopodes
Austroearinus melanopodes är en stekelart som beskrevs av Michael J. Sharkey 2006. Austroearinus melanopodes ingår i släktet Austroearinus och familjen bracksteklar. Inga underarter finns listade.